# Rombay István
Rombay István (Zombor, 1888. október 1. – Budapest, 1974. október 26.) festőművész.

## Életpályája
Rombay Dezső (1859–1928) gazdasági szakíró és Werner Róza fiaként született. Apai nagyapja változtatta családnevüket Reiszről Rombayra. 1903-tól 1908-ig tanult az Iparművészeti Főiskolán a díszítő-festő szakon. Tehetségére Ujváry Ignác figyelt fel. Tanulmányait 1909-től 1911-ig a Müncheni Képzőművészeti Akadémián folytatta Carl von Marr tanítványaként, majd 1911-től 1913-ig a Képzőművészeti Főiskolán, ahol Zemplényi Tivadarhoz járt.
Végigharcolta az első világháborút, utána néhány évig önálló festőművészként dolgozott. A bizonytalan körülmények miatt vállalt állást: 1923-ban lépett Budapest Székesfőváros szolgálatába mint iparostanonc-iskolai rajztanár. 1953-ban vonult nyugalomba. Utoljára 1939-ben állított ki, ezután visszavonult a művészi nyilvánosságtól.

## Munkássága
Pályája elején inkább portrékat, figurális tárgyú képeket és interieuröket festett. Később plein air arcképeket és tájképeket alkotott impresszionista stílusban bajorországi, felvidéki, dunántúli, alföldi, tiszai, balatoni és Balaton környéki tájakról, falvakról, kisvárosokról. Számos olajfestményben örökítette meg a budapesti Népligetet is, melyről több szép téli hangulatot is készített. Ezeken kívül sok figurális kompozíciót, zsánerképet és csendéletet festett. 

## Emlékezete
2007-ben a Szombathelyi Képtár, 2014-ben a Kőrösi Csoma Sándor Kőbányai Kulturális Központ rendezett kiállítást életművéből.

## Kiállításokra kerülő művei[12]
- Act (1911. december, Téli tárlat, Nemzeti Szalon)
- Női arckép (1914. május, Tavaszi kiállítás, Nemzeti Szalon)
- Báró Gudenus Hugóné arcképe (1914. május, Tavaszi kiállítás, Nemzeti Szalon)
- Akt (1917-1918. évi téli kiállítás, Képzőművészeti Társulat)[13]
- Az Iskola-lépcső Budán (1920. január-február, Téli tárlat, Nemzeti Szalon)
- Csendélet (1920. március, A Magyar Akvarell és Pasztellfestők Egyesülete VII. kiállítása)
- Múzeum interieur (1920. május, Tavaszi tárlat, Nemzeti Szalon)
- A vándor (1920. május, Tavaszi tárlat, Nemzeti Szalon)
- Interieur a királyi palotából (1920. szeptember, Őszi tárlat, Nemzeti Szalon)
- Reggel a Balatonon (1921. szeptember, Őszi tárlat, Nemzeti Szalon)
- Női akt (1921. szeptember, Őszi tárlat, Nemzeti Szalon)